# Dallas Mavericks 2010-2011
La stagione 2010-2011 dei Dallas Mavericks fu la 31ª nella NBA per la franchigia.
I Dallas Mavericks arrivarono secondi nella Southwest Division della Western Conference con un record di 57-25. Nei play-off vinsero il primo turno con i Portland Trail Blazers (4-2), la semifinale di conference con i Los Angeles Lakers (4-0), la finale di conference con gli Oklahoma City Thunder (4-1), vincendo poi il titolo battendo nella finale NBA i Miami Heat (4-2)

## Risultati
| Squadra             | V  | P  | %    | GB |
| ------------------- | -- | -- | ---- | -- |
| San Antonio Spurs   | 61 | 21 | 74,4 | -  |
| Dallas Mavericks    | 57 | 25 | 69,5 | 4  |
| New Orleans Hornets | 46 | 36 | 56,1 | 15 |
| Memphis Grizzlies   | 46 | 36 | 56,1 | 15 |
| Houston Rockets     | 43 | 39 | 52,4 | 18 |

## Roster
| \| Pos. \| Num. \| Naz. \| Nome \| Altezza \| Peso \| Data nascita \| Provenienza \| \| ---- \| ---- \| ---- \| -------------------- \| ------- \| ------ \| ------------ \| ----------------------------------------- \| \| C \| 8 \| \| Ajinça, Alexis \| 213 cm \| 100 kg \| 06-05-1983 \| INSEP \| \| G \| 11 \| \| Barea, José \| 178 cm \| 79 kg \| 26-06-1984 \| Northeastern \| \| G \| 3 \| \| Beaubois, Rodrigue \| 188 cm \| 73 kg \| 24-02-1988 \| Cholet Basket (France) \| \| A \| 13 \| \| Brewer, Corey \| 206 cm \| 84 kg \| 05-03-1986 \| Florida \| \| A \| 4 \| \| Butler, Caron \| 201 cm \| 98 kg \| 13-03-1980 \| Connecticut \| \| A \| 35 \| \| Cardinal, Brian \| 203 cm \| 111 kg \| 02-05-1977 \| Purdue \| \| C \| 6 \| \| Chandler, Tyson \| 216 cm \| 107 kg \| 02-10-1982 \| Dominguez High School (California) \| \| C \| 33 \| \| Haywood, Brendan \| 213 cm \| 121 kg \| 27-11-1979 \| North Carolina \| \| G \| 20 \| \| Jones, Dominique \| 193 cm \| 98 kg \| 15-10-1988 \| South Florida \| \| G \| 2 \| \| Kidd, Jason \| 193 cm \| 93 kg \| 23-03-1973 \| UC Berkeley \| \| C \| 28 \| \| Mahinmi, Ian \| 211 cm \| 104 kg \| 05-11-1986 \| STB Le Havre (France) \| \| A \| 0 \| \| Marion, Shawn \| 201 cm \| 100 kg \| 07-05-1978 \| UNLV \| \| A \| 21 \| \| Novak, Steve \| 208 cm \| 100 kg \| 13-06-1983 \| Marquette G. Eagles \| \| A \| 41 \| \| Nowitzki, Dirk \| 213 cm \| 108 kg \| 19-06-1978 \| DJK Wurzburg (Germany) \| \| G/AP \| 7 \| \| Pavlović, Aleksandar \| 203 cm \| 100 kg \| 15-11-1983 \| Budućnost \| \| G \| 92 \| \| Stevenson, DeShawn \| 196 cm \| 95 kg \| 03-04-1981 \| Washington Union High School (California) \| \| G/AP \| 16 \| \| Stojaković, Predrag \| 206 cm \| 100 kg \| 09-06-1977 \| PAOK BC (Greece) \| \| G \| 31 \| \| Terry, Jason \| 188 cm \| 80 kg \| 15-09-1977 \| Arizona \| | Allenatore - Rick Carlisle Assistente/i - Terry Stotts (Vice-allenatore) - Dwane Casey (Vice-allenatore) - Darrell Armstrong (Vice-allenatore) - Monte Mathis (Vice-allenatore) - Brad Davis (Vice-allenatore per lo sviluppo dei giocatori) - Robert Hackett (Vice-allenatore/preparatore fisico) - Casey Smith (Preparatore atletico) - Dionne Calhoun (Assistente preparatore) Legenda - (C) Capitano - (FA) Free agent - (S) Sospeso - (TW) Contratto Two-way - (GL) Assegnato a squadra G League affiliata - Infortunato Roster • Transazioni · Ultima transazione: 30 giugno 2011 |                        |                      |         |        |              |                                           |
| Pos. | Num. | Naz.                   | Nome                 | Altezza | Peso   | Data nascita | Provenienza                               |
| C | 8 | Francia (bandiera)     | Ajinça, Alexis       | 213 cm  | 100 kg | 06-05-1983   | INSEP                                     |
| G | 11 | Porto Rico (bandiera)  | Barea, José          | 178 cm  | 79 kg  | 26-06-1984   | Northeastern                              |
| G | 3 | Francia (bandiera)     | Beaubois, Rodrigue   | 188 cm  | 73 kg  | 24-02-1988   | Cholet Basket (France)                    |
| A | 13 | Stati Uniti (bandiera) | Brewer, Corey        | 206 cm  | 84 kg  | 05-03-1986   | Florida                                   |
| A | 4 | Stati Uniti (bandiera) | Butler, Caron        | 201 cm  | 98 kg  | 13-03-1980   | Connecticut                               |
| A | 35 | Stati Uniti (bandiera) | Cardinal, Brian      | 203 cm  | 111 kg | 02-05-1977   | Purdue                                    |
| C | 6 | Stati Uniti (bandiera) | Chandler, Tyson      | 216 cm  | 107 kg | 02-10-1982   | Dominguez High School (California)        |
| C | 33 | Stati Uniti (bandiera) | Haywood, Brendan     | 213 cm  | 121 kg | 27-11-1979   | North Carolina                            |
| G | 20 | Stati Uniti (bandiera) | Jones, Dominique     | 193 cm  | 98 kg  | 15-10-1988   | South Florida                             |
| G | 2 | Stati Uniti (bandiera) | Kidd, Jason          | 193 cm  | 93 kg  | 23-03-1973   | UC Berkeley                               |
| C | 28 | Francia (bandiera)     | Mahinmi, Ian         | 211 cm  | 104 kg | 05-11-1986   | STB Le Havre (France)                     |
| A | 0 | Stati Uniti (bandiera) | Marion, Shawn        | 201 cm  | 100 kg | 07-05-1978   | UNLV                                      |
| A | 21 | Stati Uniti (bandiera) | Novak, Steve         | 208 cm  | 100 kg | 13-06-1983   | Marquette G. Eagles                       |
| A | 41 | Germania (bandiera)    | Nowitzki, Dirk       | 213 cm  | 108 kg | 19-06-1978   | DJK Wurzburg (Germany)                    |
| G/AP | 7 | Serbia (bandiera)      | Pavlović, Aleksandar | 203 cm  | 100 kg | 15-11-1983   | Budućnost                                 |
| G | 92 | Stati Uniti (bandiera) | Stevenson, DeShawn   | 196 cm  | 95 kg  | 03-04-1981   | Washington Union High School (California) |
| G/AP | 16 | Serbia (bandiera)      | Stojaković, Predrag  | 206 cm  | 100 kg | 09-06-1977   | PAOK BC (Greece)                          |
| G | 31 | Stati Uniti (bandiera) | Terry, Jason         | 188 cm  | 80 kg  | 15-09-1977   | Arizona                                   |